# Juju Alishina
Juju Alishina (有科 珠々, Arishina Juju), née en 1963 à Kobé, est une danseuse et chorégraphe japonaise de danse contemporaine, et notamment de butō.

## Biographie
Formée à la danse traditionnelle japonaise, Juju Alishina a fondé à Tokyo en 1990 la compagnie Nuba. En 1998, Juju Alishina s’installe à Paris. En janvier 2010, elle publie au Japon une méthode d’enseignement de la danse butō.

## Principales chorégraphies
- 1990 : Nubatamano
- 1991 : Hisakatano
- 1992 : Utsusemi
- 1993 : Amatsukaze
- 1994 : Tamahokono
- 1995 : Blind Blink
- 1998 : De cause à effet
- 2001 : La Main sucrée
- 2002 : Rien à casser dans le noir
- 2003 : Épée de chevet
- 2004 : Absence
- 2006 : Tout l’or du ciel
- 2007 : Sango
- 2009 : Somme en bulles
- 2010 : Désir d’infini
- 2012 : Fauves Sucrés
- 2014 : Burémine
- 2015 : Fracas en forêt
- 2016 : Ukiyo
- 2017 : Haïku
- 2018 : court métrage « Le Papillon de Fukushima »
- 2019 : Sanbasou
- 2020 : Utsusemi
- 2021 : La Cantate solitaire